# کیم هی-چول
کیم هی-چول (زاده ۱۰ ژوئیه ۱۹۸۳) معروف به هیچول، خواننده، ترانه‌سرا، مجری و بازیگر کره جنوبی می‌باشد. او عضو گروه پسر کره جنوبی سوپر جونیور می‌باشد و همچنین در زیرگروه‌های «سوپر جونیور-تی» و همچنین پروژه‌های گروهی «ام اند دی» با کیم جونگ مو و «بزدل‌های جهانی» با مین کیونگ هون مشارکت داشته.
کیم هیچول بازیگری خود را از سال 2005 قبل از حضور در گروه super junior با بازی در فصل دوم درام نوجوانان Sharp 2 آغاز کرد . همین امر باعث شد او مجری برنامه های رادیویی ، اولین نمایش موسیقی خود [show,music core] باشد و در تبلیغات ظاهر شود. با این حال ، در سال 2006 ، فقط یک سال پس از اولین بازی در Super Junior ، هیچول در یک تصادف رانندگی دچار شکستگی پای چپ شد. این حادثه باعث شد او نتواند رقص های شدید Super Junior را انجام دهد و از آن زمان بیشتر به عنوان خواننده در این گروه شرکت کرد. هیچول در سال 2009 با انتشار اولین تک آهنگ "اولین ستاره" خود ، به عنوان بخشی از موسیقی متن فیلم درام Loving You a Thousand Times ، به فعالیت در زمینه خوانندگی موسیقی متن پرداخت . او در نوشتن اشعار نه تنها برای Super Junior بلکه برای گروه های پروژه خود و سایر هنرمندان نیز شرکت کرده است. [8] هیچول در سال 2019 با تک دیجیتالی "فیلم قدیمی" به عنوان خواننده انفرادی شروع به کار کرد. 
هیچول در سال 2010 عضو ثابت بازیگران رادیو استار شد و به همین دلیل در یازدهمین دوره جوایز سرگرمی MBC "جایزه بهترین تازه وارد" را از آن خود کرد . پس از آن، او دستیابی به موفقیت در زندگی حرفه ای مجری تلویزیون خود را پس از ظاهر شدن در برنامه تلویزیونی [knowing brothers ]و [weekly idol] در سال های 2015 و 2016 بدست اورد.پس از آن وی با عضو ثابت شدن برنامه ی [My little old boy]و [Delicous Rendezvous] از سال 2019 برای هر دو جایزه ی Excellence Award at را در ۱۳مین جشنواره ی شبکه ی SBSو جایزه ی Top Excellence را در ۱۴مین جشنواره ی شبکه ی SBS دریافت کرد.

پیوند به بیرون 
- کیم هی-چول در اینستاگرام

## زندگی و کار حرفه ای

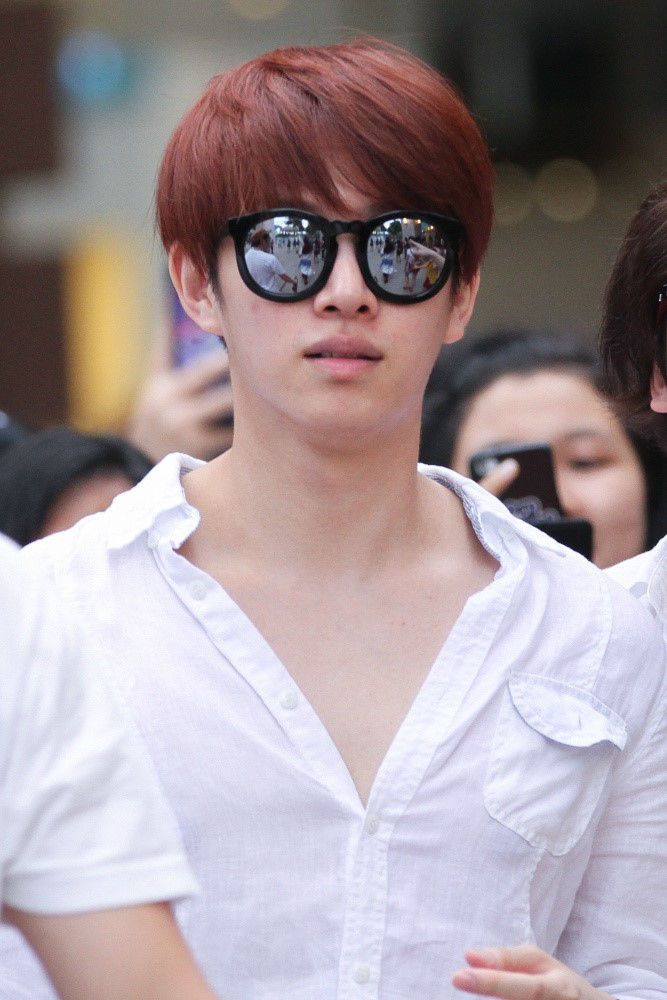
کیم هی چول در سال ۲۰۱۳

### ۱۹۸۳–۲۰۰۵: اوایل زندگی و آغاز کار حرفه ای
کیم هیچول متولد ۱۰ ژوئیه ۱۹۸۳ است. او دارای یک خواهر بزرگتر به نام کیم هه جین می‌باشد.